# Rhodi(III) oxide
Rhođi(III) Oxide (hoặc rhođi sesquiOxide) là một hợp chất vô cơ có công thức hóa học Rh2O3. Nó là một chất rắn màu xám không hòa tan trong các dung môi thông thường.

## Cấu trúc
Rh2O3 được tìm thấy ở hai dạng chính. Dạng lục giác có cấu trúc corundum. Nó biến đổi thành cấu trúc trực thoi khi được nung nóng trên 750 ℃.

## Sản xuất
Rhođi(III) Oxide có thể được sản xuất thông qua một số cách sau:
- Xử lý RhCl3 bằng oxy ở nhiệt độ cao.[2]
- Bột kim loại Rh được nung chảy với kali bisunfat. Thêm natri hydroxide sẽ tạo ra rhođi(III) Oxide ngậm nước (rhođi(III) hydroxide), khi đun nóng sẽ chuyển thành Rh2O3.[3]
- Màng mỏng rhođi(III) Oxide có thể được tạo ra bằng cách cho lớp Rh tiếp xúc với oxy plasma.[4]
- Các hạt nano có thể được tạo ra bằng quá trình tổng hợp thủy nhiệt.[5]

## Tính chất vật lý
Màng rhođi(III) Oxide hoạt động như một hệ thống điện vì có sự đổi màu nhanh chóng: sự thay đổi thuận nghịch màu vàng ↔ lục đậm vàng ↔ nâu tím thu được trong dung dịch KOH bằng cách đặt điện áp ≈ 1 V.
Màng rhođi(III) Oxide trong suốt và dẫn điện, giống như thiếc inđi Oxide (ITO) – điện cực trong suốt thông thường, nhưng Rh2O3 có điện cực thấp hơn 0,2 eV so với ITO. Do đó, sự lắng đọng rhođi(III) Oxide trên ITO cải thiện việc tạo hạt tải điện từ ITO, do đó cải thiện các đặc tính điện của diode phát sáng hữu cơ.

## Khả năng xúc tác
Rhođi(III) Oxide là chất xúc tác cho quá trình hydroformyl hóa anken, sản xuất N2O từ NO, và quá trình hydro hóa CO.